# Талкыш
Талкыш — река в Самарской области России, недалеко от восточной границы с Оренбургской областью. Устье реки находится в 1,3 км по правому берегу реки Анлы. Длина реки составляет 22 км, площадь бассейна — 76,2 км².

## Данные водного реестра
По данным государственного водного реестра России относится к Нижневолжскому бассейновому округу, водохозяйственный участок реки — Большой Кинель от истока и до устья, без реки Кутулук от истока до Кутулукского гидроузла. Речной бассейн реки — Волга от верхнего Куйбышевского водохранилища до впадения в Каспий.
Код объекта в государственном водном реестре — 11010000812112100008104.